# متان

تغییرات گاز متان در دنیا

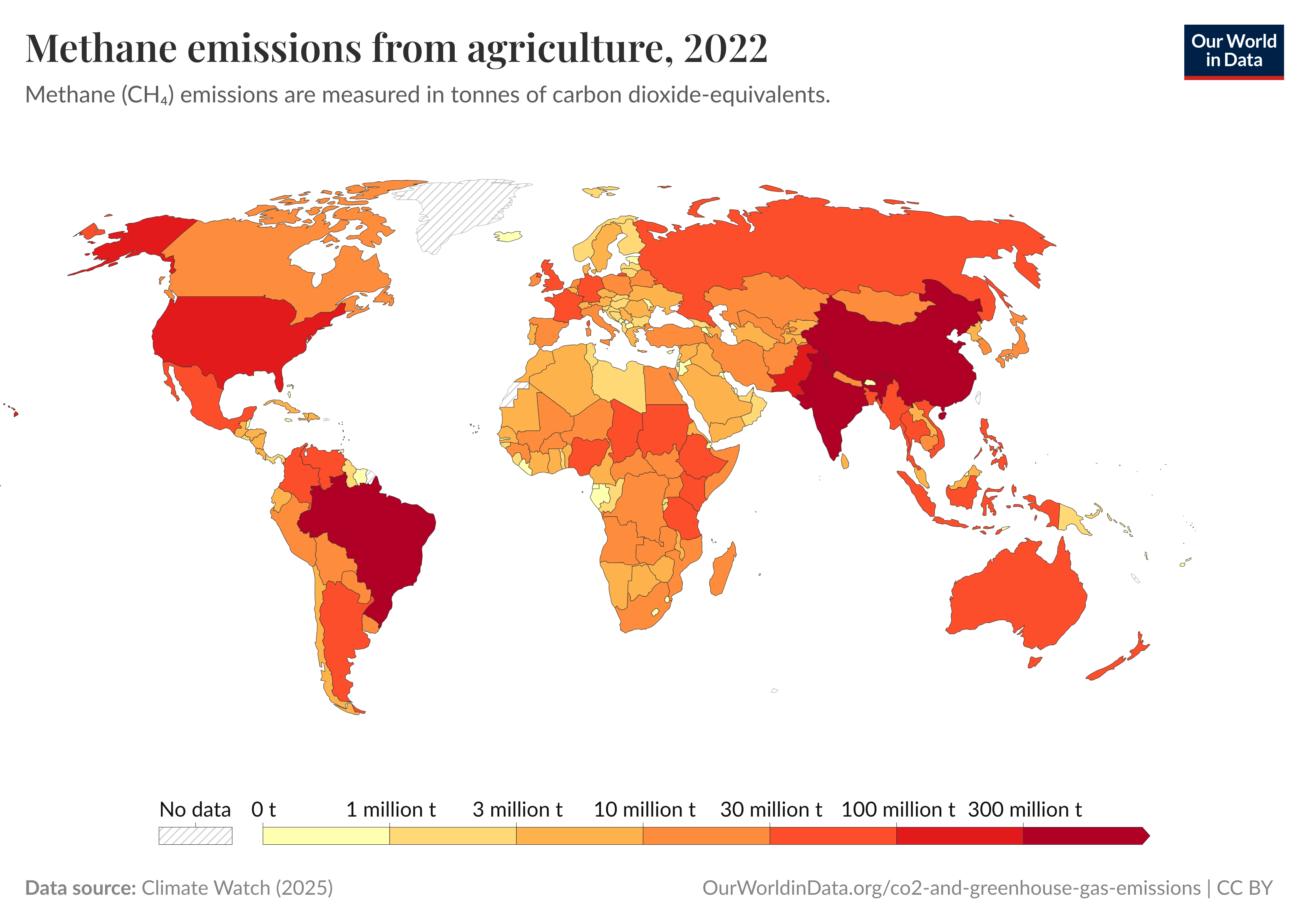
کشورهای با بیشترین انتشار گاز متان ناشی از کشاورزی در جهان

متان (به انگلیسی: Methane) با فرمول مولکولی CH۴ به عنوان سوخت بکار رفته و جزء اصلی گاز طبیعی محسوب می‌شود. متان ساده‌ترین عضو خانواده آلکان‌ها و ساده‌ترین ماده آلی است.
متان ماده‌ای (ترکیبی) است که ساختار چهار وجهی داشته و از اتصال چهار اتم هیدروژن و یک اتم کربن به وجود آمده‌است. متان در زندگی روزمره ما به‌طور مستقیم دخیل بوده و کاربرد فراوانی دارد. بیش از ۹۷٪ از گاز طبیعی و سوخت شهری از این گاز تشکیل شده‌است. به همین علت از آن به عنوان ترکیب اصلی گاز طبیعی نیز یاد می‌شود. این گاز بسیار پر مصرف است.

## ویژگی‌ها
در شرایط  غیراستاندارد دما و فشار این گاز بی‌بو و بی‌رنگ و نافذتر و سبک‌تر از هوا است و اولین ترکیب سلسله هیدروکربن‌های اشباع شده به‌شمار می‌رود. این گاز در طبیعت از تجزیه و پوسیده شدن مواد آلی به ویژه فساد گیاهان در مرداب‌ها حاصل می‌شود، به همین جهت آن را «گاز مرداب» نیز می‌نامند، همچنین یکی از اجزای اصلی (بیش از ۹۷٪) گاز طبیعی است. ساختار چهار وجهی متان به وسیله پراش الکترون، که آرایش اتم‌ها را در این نوع مولکول‌های ساده به روشنی نشان می‌دهد، تأیید شده‌است. متان در دمای اتاق و فشار استاندارد گازی بی‌رنگ و بی‌بو است که به آسانی درهوا می‌سوزد و تشکیل آب و کربن دی‌اکسید می‌دهد. شعله آن آبی کمرنگ و تا حدودی بسیار داغ است. بیشتر گاز طبیعی بدون خالص سازی مصرف می‌شود. نقطه ذوب آن ۱۸۲- و نقطه جوش آن ۱۶۱٫۵- درجه سلسیوس است. این گاز وقتی مایع شود سبک‌تر از آب است. چگالی نسبی آن ۰/65 است. لازم است ذکر شود که از سال ۱۷۵۰ تا به امروز، غلظت متان اتمسفری در حدود ۱۵۰ درصد افزایش پیدا کرده‌است که این مقدار، تأثیر
۲۱۰ درصدی در اثر گلخانه‌ای دارد. همچنین متان، در سیارات دیگری همچون مریخ کشف شده‌است.

## خصوصیات گاز متان
متان (CH4) گازی بی‌رنگ و بی‌بو است که معمولاً به عنوان سوخت استفاده می‌شود و جزء اصلی گاز طبیعی است اما برای مصرف خانگی مواد بودار مانند بوتان‌تیول و تتراهیدروتیوفن به آن اضافه می‌شود تا به تشخیص نشت آن کمک کند. گاز متان یک هیدروکربن است و بنابراین، ماهیت آلی دارد. همچنین یکی از گازهای با منشأ کربن است که نقش مهمی در اثر گلخانه ای دارد. همان‌طور که توسط آژانس حفاظت از محیط زیست ایالات متحده (EPA) ادعا شده‌است، ۱۰ درصد از انتشار گازهای گلخانه ای ناشی از استفاده از گاز متان است.

تولید گاز متان توسط دستگاه گوارش گاو

## شکل مولکولی
در مولکول متان یک اتم کربن در وسط و ۴ اتم هیدروژن دور آن با زاویهٔ {\displaystyle cos^{-1}(-{\frac {1}{3}})\approx 109.47^{\circ }} قرار دارد. اتم کربن مرکز یک چهاروجهی منتظم است و اتم‌های هیدروژن رئوس آن هستند.

## تشخیص گاز متان
با توجه به قابلیت اشتعال بالای گاز متان و پتانسیل بالای آن در ایجاد انفجار در غلظت‌های ۵ تا ۱۵ درصد در هوا، استفاده از دتکتور گاز متان در محیط‌های صنعتی، مسکونی، نیروگاه‌ها، ایستگاه‌های تقلیل فشار گاز، و تأسیسات نفت و گاز، به‌عنوان یکی از حیاتی‌ترین ابزارهای ایمنی شناخته می‌شود.
دتکتورهای متان به‌طور خاص برای شناسایی غلظت‌های پایین این گاز طراحی شده‌اند و اغلب بر اساس فناوری‌هایی مانند سنسور کاتالیتیک (به انگلیسی: Catalytic) یا سنسور مادون قرمز (به انگلیسی: NDIR) عمل می‌کنند. سنسورهای کاتالیتیک قابلیت واکنش مستقیم با گاز متان را دارند و با تولید حرارت ناشی از احتراق در سطح حسگر، باعث تغییر مقاومت الکتریکی و شناسایی نشت می‌شوند. در مقابل، سنسورهای NDIR با عبور دادن پرتو مادون قرمز از محیط گازی و اندازه‌گیری میزان جذب آن توسط مولکول‌های متان، به‌طور دقیق‌تر و بدون واکنش شیمیایی گاز را تشخیص می‌دهند.
در ساختمان‌ها، خصوصاً در فضاهای بسته‌ای که گاز شهری استفاده می‌شود، نصب سنسور متان می‌تواند جان‌افراد را در برابر خطر انفجار و خفگی نجات دهد. در محیط‌های صنعتی، سیستم‌های هشداردهنده متصل به دتکتور می‌توانند با فعال‌سازی شیرهای برقی یا فن‌های تهویه، اقدام فوری برای کاهش غلظت گاز انجام دهند.

## سلامت
گاز متان از نظر فیزیولوژیکی خنثی بوده و لذا معمولاً برای انسان بی‌ضرر است، اما در غلظت های بالا (بیشتر از ۶۰ درصد) ممکن است درصد اکسیژن محیط را کاهش دهد و باعث هیپوکسی هیپوکسمیک (افت Pao2) و خفگی شود. همچنین متان بسیار قابل اشتعال است و زمانی که غلظت آن در هوا به ۵ تا ۱۵ درصد برسد می‌تواند باعث انفجار و آسیب به انسان شود.  گزارش‌های پزشکی درباره گاز متان عمدتاً بر حوادث مربوط به کارگران معادن زغال‌سنگ (خفگی یا انفجار گاز متان) متمرکز است اما شواهد معدودی از آسیب حاد ریوی ناشی از استنشاق غلظت بالای گاز متان نیز در دسترس است. همچنین مواردی از خودکشی با گاز متان گزارش شده است. به نظر می رسد متان در غلظت های حداقل ۲.۵ درصد ممکن است فواید سلامتی مثبتی برای برخی بیماری ها داشته باشد.